# Contea di Wells (Dakota del Nord)
La contea di Wells in inglese Wells County è una contea dello Stato del Dakota del Nord, negli Stati Uniti. La popolazione al censimento del 2000 era di 5 102 abitanti. Il capoluogo di contea è Fessenden.